# Schlotheimia
Schlotheimia är ett släkte av bladmossor. Schlotheimia ingår i familjen Orthotrichaceae.

## Dottertaxa tillSchlotheimia, i alfabetisk ordning[1]
- Schlotheimia acutifolia
- Schlotheimia angulosa
- Schlotheimia angustata
- Schlotheimia appressifolia
- Schlotheimia appunii
- Schlotheimia araucarieti
- Schlotheimia argentinica
- Schlotheimia asperrima
- Schlotheimia atlantica
- Schlotheimia badiella
- Schlotheimia balfourii
- Schlotheimia bequaertii
- Schlotheimia boiviniana
- Schlotheimia brachyphylla
- Schlotheimia brachypodia
- Schlotheimia breviseta
- Schlotheimia brownii
- Schlotheimia calomitria
- Schlotheimia campbelliana
- Schlotheimia campylopus
- Schlotheimia capillaris
- Schlotheimia capillidens
- Schlotheimia chamissonis
- Schlotheimia clavata
- Schlotheimia compacta
- Schlotheimia congolensis
- Schlotheimia conica
- Schlotheimia crumii
- Schlotheimia cuspidifera
- Schlotheimia cyrtophylla
- Schlotheimia densifolia
- Schlotheimia dichotoma
- Schlotheimia elata
- Schlotheimia emarginato-pilosa
- Schlotheimia emergens
- Schlotheimia excorrugata
- Schlotheimia fasciculata
- Schlotheimia ferruginea
- Schlotheimia fornicata
- Schlotheimia foveolata
- Schlotheimia fragilifolia
- Schlotheimia funiformis
- Schlotheimia furcata
- Schlotheimia fuscoviridis
- Schlotheimia gauthieri
- Schlotheimia glauca
- Schlotheimia glaziovii
- Schlotheimia gracilescens
- Schlotheimia gracilis
- Schlotheimia grammocarpa
- Schlotheimia grandi-areolata
- Schlotheimia grevilleana
- Schlotheimia henscheniana
- Schlotheimia horridula
- Schlotheimia illecebra
- Schlotheimia jamesonii
- Schlotheimia juliformis
- Schlotheimia knightii
- Schlotheimia krausei
- Schlotheimia laete-virens
- Schlotheimia lancifolia
- Schlotheimia lasiomitria
- Schlotheimia lindmanii
- Schlotheimia linearifolia
- Schlotheimia longicaulis
- Schlotheimia mac-gregorii
- Schlotheimia malacophylla
- Schlotheimia microcarpa
- Schlotheimia microphylla
- Schlotheimia muelleri
- Schlotheimia nossi-beana
- Schlotheimia papuana
- Schlotheimia paraguensis
- Schlotheimia pauli
- Schlotheimia percuspidata
- Schlotheimia perrieri
- Schlotheimia perrotii
- Schlotheimia perserrata
- Schlotheimia pilomitria
- Schlotheimia pobeguinii
- Schlotheimia poecilodictyon
- Schlotheimia pseudoaffinis
- Schlotheimia puiggarii
- Schlotheimia pungens
- Schlotheimia pungentissima
- Schlotheimia recurvifolia
- Schlotheimia regnellii
- Schlotheimia rhystophylla
- Schlotheimia richardii
- Schlotheimia rigescens
- Schlotheimia robillardii
- Schlotheimia robusta
- Schlotheimia robusticuspis
- Schlotheimia rufo-aeruginosa
- Schlotheimia rufopallens
- Schlotheimia rugifolia
- Schlotheimia rugulosa
- Schlotheimia rusbyana
- Schlotheimia schweinfurthii
- Schlotheimia semidiaphana
- Schlotheimia serricalyx
- Schlotheimia spinulosa
- Schlotheimia squarrosa
- Schlotheimia striata
- Schlotheimia subfornicata
- Schlotheimia sublaxa
- Schlotheimia subsinuata
- Schlotheimia tecta
- Schlotheimia tenuiseta
- Schlotheimia tomentosa
- Schlotheimia torquata
- Schlotheimia tortilis
- Schlotheimia trichomitria
- Schlotheimia trichophora
- Schlotheimia trypanoclada
- Schlotheimia uncialis
- Schlotheimia wainioi
- Schlotheimia wallisii
- Schlotheimia ventrosa